# SINGLE CONNECTION & AGR - Metal & Acoustic -
『SINGLE CONNECTION & AGR -Metal & Acoustic-』（シングルコレクション アンド エージーアール メタル アンド アコースティック）は、THE ALFEEの29枚目のベスト・アルバム。

## 概要
結成50周年を記念した作品。DVD付初回限定盤と通常盤の2形態で発売。
DISC 1には、2013年から2021年にリリースされたシングルを収録。これまでのベストアルバムとはコンセプトが異なるため、「SINGLE CONNECTION」という名前がついている。
DISC 2には、『ALFEE GET REQUESTS』（AGR）として6曲をセルフカバーし、収録。

## 収録曲

### CD DISC 1『SINGLE CONNECTION』
1. この素晴らしき愛のために (2023Mix)
2. 今日のつづきが未来になる
3. 人間だから悲しいんだ
4. The 2nd Life -第二の選択-
5. Final Wars!
6. あなたに贈る愛の歌
7. 太陽と鋼の翼
8. 光と影のRegret
9. 友よ人生を語る前に
10. 振動α
11. 英雄の詩
12. GLORIOUS

### CD DISC 2『Alfee Get Requests - Metal & Acoustic -』
1. 悲劇受胎 (50th Anniversary Ver.)
2. NOBODY KNOWS ME (Acoustic Ver.)
3. 鋼鉄の巨人 (50th Anniversary Ver.)
4. ひとりぼっちのPretender (Acoustic Ver.)
5. 人間だから悲しいんだ (Acoustic Ver.)
6. Count Down 1999 (50th Anniversary Ver.)

### Special DVD『THE ALFEE 2023 Spring Genesis of New World 風の時代より』（初回限定盤のみ）
1. Brave Love 〜Galaxy Express 999
2. Bad Girl
3. Glorious